# Вийдинг, Эло
Эло Виёдинг (эст. Elo Viiding, родилась 20 марта 1974) — эстонская поэтесса.

## Биография

### Семья
Дочь Юхана Вийдинга, эстонского поэта 1970-х годов, и внучка (по отцовской линии) эстонского поэта межвоенных лет Пауля Вийдинга. Дедушка по матери, Кальо Кийск, был актёром и кинорежиссёром; бабушка Линда была переводчицей. Мать Риина была преподавательницей в музыкальной школе. Эло Вийдинг замужем за Яанусом Адамсоном, литературоведом и критиком.

### Карьера
Окончила Таллинскую музыкальную школу имени Георга Отса в 1992 году по классу скрипки, в 1994 году окончила 1-ю вечернюю школу Таллина и в 1999 году окончила актёрские курсы Эстонского гуманитарного института. Дебютировала на литературной сцене в 1991 году под псевдонимом Эло Вее. Опубликовала четыре сборника под своим псевдонимом, после кончины своего отца стала публиковаться под реальным именем. Её стихи переводятся на английский, немецкий, русский, шведский, финский и другие языки.

## Стиль
Пишет на тему угнетения, считая, что многие люди находятся под чьим-то контролем и критикуя многие аспекты эстонской системы образования. Обращается прямо к читателю, не скрывая зачастую иронию. Критики, сравнивая её поэзию с другими, чаще обнаруживают что-то мужественное в поэзии Вийдинг, чем женственное.

## Сборники стихов
- Telg. (Kassett '90). Tallinn: Eesti Raamat, 1990. ISBN 5450019645
- Laeka lähedus. [Tallinn]: Tuum, [1993].
- Võlavalgel. [Tallinn]: Tuum, 1995. ISBN 9985802071
- V. Tallinn: Tuum, 1998. ISBN 9985802225
- Paljastuksia. [Suomentanut Katja Meriluoto]. Helsinki: Nihil Interit, 2000. ISBN 9529886144
- Esimene tahe. Tallinn: Tuum, 2002. ISBN 9985802519
- Teatud erandid. Tallinn: Tuum, 2003. ISBN 9985802632
- För en stämma. (I urval och översättning av Peeter Puide). [Tollarp]: Ariel, 2004. ISBN 9197475637
- Selge jälg. Tallinn: Tuum, 2005. ISBN 9789985802823
- Meie paremas maailmas. Tallinn: Tuum, 2009. ISBN 9789985989760
- Kestmine. Tallinn: Tuum, 2011. ISBN 9789949918645
- Nõelad. Tallinn: Tuum, 2013. ISBN 9789949948222

## Антологии
- Välismaa naised, Best European Fiction 2010, Dalkey Archive Press
- Verden Finnes ikke på kartet, Forlaget Oktober AS, Oslo 2010
- The Baltic Quintet: Poems from Estonia, Finland, Latvia, Lithuania and Sweden, Wolsak and Wynn Publishers Ltd. 2008
- New European poets. St. Paul, Minn. : Graywolf Press, 2008
- Viie tunni tee. Five Hours Away. Acrosswords, 2001. 62 lk